# V708 Возничего
V708 Возничего (лат. V708 Aurigae) — двойная затменная переменная звезда типа W Большой Медведицы (EW) в созвездии Возничего на расстоянии приблизительно 4789 световых лет (около 1468 парсеков) от Солнца. Видимая звёздная величина звезды — от +16,03m до +15,91m. Орбитальный период — около 0,3184 суток (7,6404 часов).

## Характеристики
Первый компонент — оранжево-жёлтая звезда спектрального класса K-G. Радиус — около 1,3 солнечного, светимость — около 0,913 солнечной. Эффективная температура — около 4946 K.
Второй компонент — оранжево-жёлтая звезда спектрального класса K-G.